# 슌에

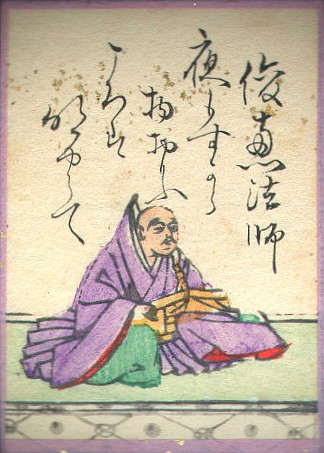

슌에(俊恵, 1113년 ~ 1191년)는 일본 헤이안 시대 후기의 승려, 시인이다.

## 와카
```
그대 그리워 잠 못 이루는 밤은 유독 길구나 방문의 틈새조차 야속하게 느껴지네
夜もすがらもの思ふころは明けやらぬねやのひまさへつれなかりけり
```